# アキュラ・RL

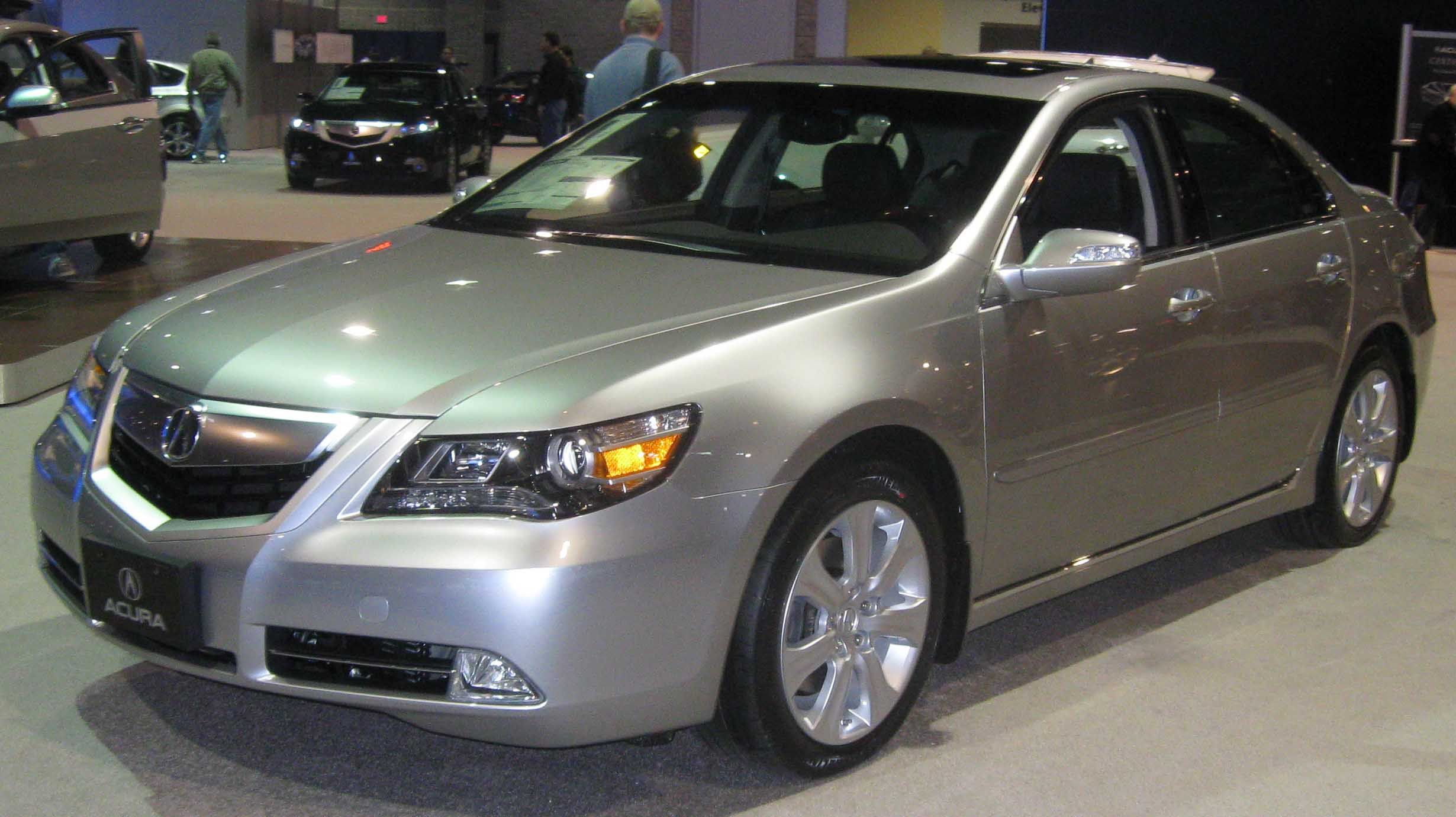
アキュラRL（2代目）

RL（アールエル）は、本田技研工業がかつて生産し、アキュラブランドで販売していたセダン型の乗用車である。2014年モデルよりアキュラ・RLXがRLの後継となっている。

## 概要
1986年から販売されていたアキュラ・レジェンドの後継モデルとして、1996年に発売された。アキュラの最上位に位置づけられる、大型最高級セダンである。一貫して、V型6気筒エンジンを搭載しており、駆動方式は当初FFであったが、現行型はAWDのみとなっている。日本では、同型車がホンダ・レジェンドの名称で1985年から販売されている。

## 初代 KA9型（1996-2004年）
1996年に、アキュラ・レジェンドの後継としてデビューした。「RL」とは「Refined Luxury」の頭文字からとったものであった。最初の3.5RLは1996年1月4日にラインオフした。エンジンはレジェンドの3.2Lから派生した3.5L V6エンジンで最高出力は210hpを発生する。このV6エンジンは多くのFF車で用いられる横置きではなく縦置きで配置されており、小さな回転半径で街中での扱いやすさを生んでいる。
1999年に、フェイスリフトを受けHIDヘッドランプやフォグライトを装備し、フロントバンパー、ボンネットなどが変更され、違いはわずかではあるがよりアグレッシブとなった。サスペンションが見直され、スプリングやブッシュ変更、ダンパー減衰力アップ、ディスクブレーキ径アップなどが行われた。内装も細かに見直され、安全装備では前席にサイドエアバッグが追加された。
2000年に、TCSに加えVSA（車両挙動安定化制御システム）が追加され、さらにナビゲーションがアップグレードされ、画面サイズが大きくなりマップデータベースがDVD化された。
2002年モデルではマットガードとホイールデザインが変更され、サスペンションはよりスポーティーとなった。もっとも大きな変更点はエンジンで、225hp/31.9kgf・mに出力が向上した。エンジンルームの遮音性が向上、さらにOnStarが追加された。
2003年、2004年モデルではリアターンシグナルがクリアレンズ化され、ホイールデザインが変更、インテリアもカラーリングが新しくなるなど複数のアップグレードを受けた。
3.5RLは、8年間フルモデルチェンジが行われない長寿モデルとなった。2004年モデルは北米ではアキュラ、ホンダのラインナップでエンジンにVTECを用いない最後のモデルになっており、エンジンの排気量を車名に用いた最後のモデルにもなっている。

### アメリカ販売台数
| 1996   | 1997   | 1998   | 1999   | 2000   | 2001   | 2002  | 2003  | 2004  |
| ------ | ------ | ------ | ------ | ------ | ------ | ----- | ----- | ----- |
| 15,948 | 16,004 | 15,024 | 13,366 | 14,827 | 10,723 | 9,392 | 6,829 | 8,753 |

## 2代目 KB1/2型（2005-2012年 ）
2004年末に発売された。ホンダの先進的AWD技術であるSH-AWDが搭載され、高い走行性能を持つハイパフォーマンスセダンへと変貌を遂げた。J35A型 3.5L V6 SOHC VTEC エンジンに、5速ATが組み合わされる。
2008年2月6日にシカゴオートショーで大規模なフェイスリフトが行われた2009年モデルが発表され、2008年7月1日から発売が開始された。
エクステリアはアキュラの「キーンエッジダイナミック」デザインコンセプトに合わせて変更され、「Power Plenum」なフロントグリル、前後バンパー、ヘッドライト、テールライトなどがアグレッシブなデザインとなった。新しいアルミニウム合金のボンネットは視認性の向上や軽量化され、トランクリッドなどと共に空力性能の向上も果たしている。エギゾーストパイプは先端が六角形形状のポリッシュクロムとなった。サイドミラー内蔵のサイドターンシグナルはLED化された。
エンジンは、従来のJ35A型から2代目アキュラ・MDXで初採用となったJ37A型へと変更となった。出力は290hp（216kW）から300hp（224kW）へと向上し、アイドルから3,000rpmまでのトルクも9%以上向上した。2009モデルではこれまで吸気バルブのみだったVTECを、マルチロッカーアームを使用することで排気側にも採用している。カムフォロワーはフリクション低減、耐久性向上のためローラー化された。J型V6 SOHCではこれまでも可変シリンダーシステム（VCM）で排気側に休止型VTECが用いられきたが、低速カム、高速カム切り替え型では初となる。

4,900rpmが切り替えポイントで、高速カムでは低速カムと比較してリフト量が吸気バルブは27.9%、排気バルブは10%大きくなる。圧縮比も11.0から11.2に増加した。
5速ATは、シフトパラメーターを修正、トルクコンバータが強化され、パドルシフトはSポジション付きの新タイプとなり、ゲート仕様のシフトレバーはストレートに変更された。SH-AWDは従来では2速からだった後輪左右のトルク配分を1速にも適応、前後左右のトルク配分のレスポンスや正確性も向上させた。ステアリングのラックコンポーネントが改良、コンパクトな静寂性の高いステアリングジョイントにより剛性がアップし、ステアリングの正確性やリニアなレスポンスが向上した。
足回りは、コイルスプリングのハイレート化、スタビライザーバーの大径化、サブフレームのマウントブッシュの強化がされ、リアブレーキパッドが変更され、ホイールは標準が17インチから18インチとなり、よりスポーティーなミシュラン HX MXM 245/45R18タイヤが装着される。
インテリアでは運転席が10WAYパワーシートにアップグレード、アームレストやシートベルトバックルも改良され、フロントドアにはプルポケットが追加された。後席では前席シートバック改良によりレッグルームが拡大され、シートクッションも改良された。吸音フロントウィンドウなどが新たに採用され静粛性も向上し、さらに従来のアクティブノイズキャンセレーション（ANC）システムが、「アクティブサウンドコントロールシステム」に一新され、消音性能が向上し従来では2,000rpmまでだったエンジンノイズキャンセルがエンジン全域で機能するようになった。
エアコンやオーディオのスイッチ類のデザインが見直され、従来は2段階の操作が必要であった風量調節が1段階で行えるようになった。デジタルオーディオプレーヤー接続ジャックに加えUSBポートが追加、iPodやストレージデバイスなどが接続できる。キーレススマートエントリーも新しく追加された。
アクティブヘッドレストが前席シートに採用され、米国道路安全保険協会（IIHS）の後方衝突テスト評価が「Marginal」から「Good」に向上、「TOP SAFETY PICK」を獲得している。
「テクノロジーパッケージ」ではナビゲーションの他に6段階のシートヒーター/クーラーが搭載される。インテリアは木目調装飾がアップグレードされ、シフトノブやステアリングも木目/レザーとなる。ナビゲーションでは、トラフィック・リルーティング機能、アキュラリンクによるリアルタイム天気情報や、XMラジオノート機能、自動サービス予約機能などが追加設定され、ザガットレストラン情報のアップグレードや、音声認識機能の向上もされている。
「CMBS付きテクノロジーパッケージ」には、追突軽減ブレーキ（CMBS）に加えて新たにアダプティブクルーズコントロール（ACC）が搭載される。ダッシュボードはカーリーメープルの本木目となる。

## 生産工場
- 本田技研工業埼玉製作所（埼玉県狭山市）